# منى أمبيجاونكار
منى أمبيجاونكاروليدة 5مارس 1970هي ممثلة هندية تعمل في الأفلام الهندية والتلفزيون. ظهرت في أكثر من 15 مسرحية، و18 فيلمًا روائيًا، و38 مشروعًا تلفزيونيًا، و37 حملة اعلانية . كان لها دور ثانوي في فيلم Hazaar Chaurasi Ki Maa والدراما الطبية Dhadkan (مسلسل تلفزيوني) بدور الدكتورة شيترا.
تلعب منى أمبيجاونكار دور البطولة في الفيلم الهندي الطويل Evening Shados لعام 2018 من إخراج <b>سريدهار رانجايان</b> وإنتاج شركة <b>سولاريس بيكتشرز</b> . إنها تلعب دور فاسودا، وهي امرأة من جنوب الهند تواجه حقيقة كونها ام كارتيك (ديفانش دوشي) مثلا. نظرًا لكونها من مجتمع تقليدي ومرتبطة بعائلة أبوية، فإنها تجد صعوبة بالغة في قبول الحياة الجنسية لابنها. كما أنها خائفة من أن يكتشف زوجها الصارم دامودار فازت بجائزة أفضل أداء في دور داعم في Out At The Movies، ونستون سالم عن دورها في فيلم Evening Shadows .